# 戴存恩
戴存恩（Grace Dyer Taylor，1859年7月31日—1867年8月23日），内地會創始人戴德生（James Hudson Taylor）與戴马利亚（Maria Jane Dyer）夫妇的長女。

## 生平
1859年7月31日，戴存恩出生於 大清浙江省寧波府。1866年，戴存恩、和弟弟戴存义随父母、内地会派往中国的第一批传教士兰茂密尔团队一同来华，5月26日航行到9月30日，驻扎杭州。1867年8月23日，戴存恩因脑膜炎逝世於 大清浙江省杭州府。

### 书籍
- 張陳一萍、戴紹曾著《雖至於死：台約爾傳》第1版，2015年，廣西師範大學出版社。

1. ↑  . www.christianweekly.net.   [2024-07-26].